# Milko Pamouktchiev
Milko Pamouktchiev (né Milko Anguelov Pamouktchiev le 7 septembre 1964 à Sofia, Bulgarie) est un homme d'affaires bulgare.

## Biographie
Né en Bulgarie 1964 qui fait à cette époque partie de l'ex-Empire soviétique, il est le fils unique d'une famille d’intellectuels. L'enfance de « Miltcho », comme sa famille l'appelle, est heureuse. À partir de l'âge de 4 ans le petit Milko passe une grande partie de son enfance au Zaïre, qui l’a influencé profondément. Ses parents travaillent comme professeurs à l’université locale dans la ville de Lubumbashi, la capitale de la province du Katanga, appelée aussi Shaba, juste après la guerre avec Tshombé 1968. Il commence ses études dans l’école belge (Kiwele) de Lubumbashi.
Son père rêve qu’il devienne géologue comme lui-même, en faisant un parcours dans les universités les plus prestigieuses du monde. Le fils n’en voulait rien savoir. Il rêvait de devenir un jour un homme d'affaires. Pour se détendre, il lit des bandes dessinées, pratique la natation et apprend le swahili. Ses parents divorcent en 1972, dès lors, il est élevé par sa mère.
Il étudie dans un collège technique. Il fait son service militaire (1982-1984) dans la ville de Sandanski (près de la frontière grecque). Peu après, il commence à travailler à Sofia dans un institut de technologies solaires (Napolos) en tant que dessinateur. À partir de 1986, il entre à l’université pour étudier la littérature  anglaise. En 1987, sa mère est envoyée pour enseigner dans une université tunisienne. Milko Pamouktchiev saisit l’occasion en prenant la décision de continuer ses études à l’université de la Manuba à Tunis jusqu'à 1991. Encore en 1990, il décide de retourner en Bulgarie et de monter une société immobilière Pamimpex SARL. Ses affaires se développent : en vendant la totalité de ses nouveaux immeubles, Pamouktchiev gagne son premier million USD.
Passionné par la belle architecture, il démarre un projet d’immeuble de grand standing « Résidence Genève » à Sofia avec lequel il obtient le prix de bâtiment de l’année 2004.  En 1994 il crée une nouvelle société financière  Correct Leasing - 2000 qui a pour tâche de financer l’acquisition des nouveaux appartements. C'est dans le domaine financier qu'il investit une part de ses gains. Milko devient un homme riche et influent. 
C'est le début d'une nouvelle épopée fulgurante : Milko fait ses premiers grands pas dans le monde minier. Sous son impulsion, la société se développe rapidement et devient une compagnie de tout premier plan. Il parcourt le monde pour négocier des contrats de plus en plus importants. Il croit dans le besoin des sociétés minières de réduire leurs coûts de production et il propose l’optimisation à prix raisonnable.